# Иоаким (Джосану)
Архиепи́скоп Иоаки́м (рум. Arhiepiscop Ioachim, в миру И́лие Джоса́ну, рум. Ilie Giosanu; 29 марта 1954) — епископ Румынской православной церкви, архиепископ Романский и Бузэуский (Молдавская и Буковинская митрополия)

## Биография
Родился 29 марта 1954 года в селе Сэница жудеца Нямц и был третьим из восьми детей в семье Неколая и Аники Джосану. В 1961—1969 годах обучался в средней школе в родном селе Стэница.
В 1970 году поступил послушником Монастыря Сихэстрия, где оставался до 1971 года. С 1970 по 1975 году обучался в духовной семинарии им. Вениамина Костаки при Монастыре Нямц.
В 1975—1976 году проходил военную службу в селе Пленица жудеца Долж. Место службы было намеренно выбрано так, что оно располагалось Вдали от любой деревни или поселения с церквями или монастырями. По собственном признанию: «Мы были отправлены с армией в Пленицу, от любого дыхания, чтобы мы не имели связи с Церковью. Я был компанией богословов, и среди моих коллег были нынешний епископ Нижнижунайский преосвященный Кассиан (Крэчун) (Галацкий) и преосвященный Феодосий (Петреску), архиепископ Томисский. Я служил в армии с группой актёров из Института театрального искусства и кинематографии, среди которых был Флорин Кэлинеску, тот, кто упомянул в телешоу, что он служил в армии с тремя епископами».
В 1976 году поступил на факультет православного богословия им. Патриарха Юстиниана в Бухаресте, который окончил в 1980 году, защитив работу «Суббота в неопротестантских культах и православная позиция» (рум. Sabatul la cultele neoprotestante şi poziţia ortodoxă), написанную под руководством диакона Петра Давида.
В 1980 году в Монастыре Бистрица принял монашество с именем Иоаким, став первым постриженником в монастыре после 30-летнего перерыва. В 1980—1985 годах трудился на восстановительных работах в Монастыре Бистрица вместе с настоятелем обители, Киприаном (Захарией).
1 марта 1981 года митрополитом Молдавским Феоктистом (Арэпашу) был рукоположен во иеродиакона. В 1982 году в том же монастыре тем же епископом был возведён в архидиакона.
В 1985 году был переведен епархиальное управление в Яссах, где занимал несколько должностей: был митрополичьим архидиаконом кафедральном соборе в Яссах, секретарём митрополита Молдавского и Буковинского Феоктиста (Арэпашу), а также сотрудником официального журнала «Mitropolia Moldovei şi Sucevei» (Молдавская и Сучавская митрополия).
30 декабря 1990 года в Монастыре Вэратик новым митрополитом Молдавским Даниилом (Чоботей) был рукоположен в сан иеромонаха. 1 января 1991 года в часовне при Ясской митрополичьей резиденции был возведён в сан протосинкелла.
7 января 1991 года он отправился обучаться в докторантуру во Францию, став первым православным румынским монахом, посланным на учебу за границу после румынской революции 1989 года.
В 1991—1994 годах обучался в докторантуре в Свято-Сергиевском богословском институте в Париже, Франция, под руководством профессоров Бориса Бобринского и Оливье Клемана. 26 октября 1994 года защитил докторскую диссертацию «Обожение человек по мысли отца Димитрия Стэнилоае» (рум. La déification de l’homme d’après la pensèe du Père Dumitru Stăniloae).
Помимо учёбы, занимался во Франции разнообразной деятельностью. В 1992 году стал одним из устроителей Благовещенской монашеской общины в Розье, коммуна Полиньи и редактором просветительского бюллетеня «Rejui-toi» («Возрадуйся»), выпускаемого этой общиной. Участвовал в переустройстве румынской Западно-Европейской архиепископии и образовании первого румынского франко-говорящего прихода в Исси-ле-Мулино, пригороде Парижа. Положил французский текст Божественной литургии Иоанна Златоуста на румынско-византийский распев и организовал первые паломничества православных из Парижа к мощам святого Матурина Ларшанского. Был одним из участников перезахоронения останков митрополита Виссариона (Пую) на кладбище Монпарнас.
21 июня 1998 года в Бучумском монастыре в Яссах был возведён в сан архимандрита митрополитом Молдавским Даниилом (Чоботей).
1 мая 2000 года был рукоположен во епископа Бэкэуского, викария Романской епархии.
13 декабря 2014 года митрополичий синод Молдовской и Буковинской митрополии после консультации с ассамблеей Романской епархии тайным голосованием избрал его одним из кандидатов на вдовствующую Романскую и Бузэускую архиепископию, а 16 декабря того же года Священный Синод Румынской православной церкви 35 голосами из 45 избрал его на данную кафедру. 4 января 2015 года в архиепископском соборе святой Параскевы города Роман состоялась его интронизация.